# Wohn- und Wirtschaftsgebäude Niederhörne 1
Das Wohn- und Wirtschaftsgebäude Niederhörne 1 im niedersächsischen Elsfleth, Ortsteil Moorriem, Bauerschaft Neuenbrok/Niederhörne im Landkreis Wesermarsch, stammt aus dem 18. Jahrhundert.

Aktuell (2023) wird es als Wohnhaus und gewerblich genutzt.
Das Gebäude steht unter Denkmalschutz (siehe auch Liste der Baudenkmale in Elsfleth).

## Geschichte
Die Marschhufensiedlung Moorriem mit verschiedenen Bauerschaften erstreckt sich über etwa 16 Kilometer, wurde nach 1062 gegründet und erhielt im 14. Jahrhundert die heutige Struktur mit den schmalen, oft extrem langgestreckten Parzellen. Im Abstand von ca. 50 bis 100 Metern liegen zahlreiche Hofstellen auf Wurten.
Das eingeschossige giebelständige niedrige Wohn- und Wirtschaftsgebäude als Zweiständer-Hallenhaus in Fachwerk mit Backsteinausfachungen, mit reetgedecktem auf profilierten Knaggen beidseitig vorkragendem Krüppelwalmdach mit neueren Schwalbenschwanzgauben und Niedersachsengiebeln mit Uhlenloch sowie der Grooten Door mit Korbbogen, stammt von 1768 (Inschrift). Ein jüngeres, firstparalleles Backhaus als Putzbau mit Satteldach wurde im späten 19. oder frühen 20. Jahrhundert angebaut.
Auf dem Grundstück auf einer Wurt stehen weitere nicht denkmalgeschützte Nebengebäude.
Das Landesdenkmalamt befand: „… geschichtliche Bedeutung … als beispielhaftes, kurz nach der Mitte des 18. Jhs. entstandenes Fachwerkhallenhaus … .“